# Pedro Reséndiz
Pedro Reséndiz (* 15. Dezember 1974 in San Miguel Regla, Municipio Huasca de Ocampo, Hidalgo) ist ein ehemaliger mexikanischer Fußballspieler auf der Position eines Stürmers.

## Laufbahn
Bevor Reséndiz seinen ersten Profivertrag beim CD Cruz Azul erhielt, spielte er für Cruz Azul Icel in der auf Amateurbasis betriebenen Liga Española de Fútbol.
Obwohl Reséndiz während seiner gesamten Profikarriere bei Cruz Azul unter Vertrag stand, kam er nur selten für dessen erste Mannschaft zum Einsatz und spielte in den letzten fünf Jahren seiner aktiven Laufbahn fast ausschließlich auf Leihbasis für Atlético Celaya, Tecos UAG und das Farmteam Cruz Azul Oaxaca.